# Wilhelm Heinrich Kamp
Wilhelm Heinrich Kamp (* 31. August 1841 in Wetter an der Ruhr; † 13. Januar 1927 in Berlin-Grunewald) war ein deutscher Ingenieur und Montanindustrieller.

## Leben
Wilhelm Heinrich Kamp war der Sohn des Hüttenbesitzers Hermann Kamp und Enkel von Heinrich Kamp. Er studierte nach einem Volontärjahr bei einem Dortmunder Unternehmen vier Semester Ingenieurwissenschaften am Königlichen Gewerbeinstitut Berlin. 1862 diente er bei der Werftdivision der Marinestation der Ostsee in Danzig. In den folgenden Jahren war er in verschiedenen Stellungen der saarländischen und westfälischen Eisenindustrie tätig, unter anderem als Ingenieur eines Walzwerkes in Steele  sowie als Walzwerksdirektor in Dortmund und in Burbach bei Saarbrücken. 1874 wurde er an die Spitze der Westfälischen Union in Hamm berufen. Nach deren Vereinigung mit der Phoenix AG 1898 übernahm er zunächst die technische Leitung der Gesellschaft und später den Vorstandsvorsitz. 1908 schied er aus dem Vorstand aus und wechselte in den Aufsichtsrat. In die Zeit Kamps bei der Phoenix AG fielen die Vereinigungen mit der Zeche Nordstern und dem Hörder Bergwerks- und Hütten-Verein. Er initiierte die Gründung des Drahtstiftsyndikats und war einer der Gründer der Westfälischen Landeseisenbahn.
Wilhelm Heinrich Kamp war in zahlreichen Vereinen und Vereinigungen aktiv. So war er seit 1862 Mitglied des Vereins Deutscher Ingenieure (VDI). Kamp war Mitglied im Bezirkseisenbahnrat und Vorstandsmitglied der Emschergenossenschaft. Er war stellvertretender Vorsitzender der Handelskammer Ruhrort. 25 Jahre lang war er Stadtverordneter der Stadt Hamm.
Wilhelm Heinrich Kamp führte den Titel eines Kommerzienrats. Er wurde mit dem Roten Adlerorden vierter Klasse ausgezeichnet. Die Technische Hochschule Breslau würdigte ihn 1920 mit der Verleihung des Grades eines Doktoringenieurs ehrenhalber. Der Verein Deutscher Eisen- und Stahlindustrieller ernannte ihn im Mai 1922 zum Ehrenmitglied.
Wilhelm Heinrich Kamp war seit 1869 mit Clara, Tochter des Geheimen Oberbergrats Carl Küper und Enkelin des Bergamtsdirektors Ehrenfried Honigmann, verheiratet. Sie hatten einen Sohn und zwei Töchter. Der Herforder Landrat Franz von Borries war sein Schwiegersohn.